# Араи Икуносуке
Араи Икуносуке (荒井 郁之助, 12. јун 1836 – 19. јул 1909) био је јапански самурај касног Едо периода. У краткотрајној републици Езо, насталој после Бошин рата држао је позицију министра за морнарицу. Нешто касније остао је запамћен као први директор јапанске метролошке агенције. У литератури је понекад ословљен именима Акинори (顕徳) и Акијоши (顕理).

## Младост
Араи Икуносуке је рођен у Тедаи-чо дистрикту у граду Еду, у близини храма „Јушима Сеидо“ као син гокеина (нижег вазала) Токугава шогуната по имену Араи Сеибеи. Његов отац, Сеибеи, остао је познат као особа која је донирала новац сељацима као помоћ услед поплаве настале у Фуџивари иако је такав чин разбеснео тадашњег шогуна. Упркос томе Икуносуке је од раних ногу, са својих 7 година, по савету свог ујака, почео да изучава кинеске класичне текстове. Са дванаест почео да вежба мачевалачке вештине стила „Џикишин каке-рју“ и „Шингјото-рју“ али и стрељаштво као и јахање коња. Са 14 приступио је академији шогуната „Шохеизака“ а са 18 бавио се обуком артиљерије западног стила. Своју каријеру у шогунату започео је у својој 20 години када је постављен као инструктор у морнаричкој школи у Нагасакију док је у исто време изучавао рангаку студије.
Након студија математике, пловидбе и навигације Араи је постављен на позицију управника морнаричке школе за обуку 1862. године. Тамо није провео дуго времена будући да је 1864. премештен у војну академију шогуната (Кобушо) у Јокохами. Тамо је остао до 1865. године где се сусрео са Отори Кеисукеом, са којим је учио тактику француске пешадије.

## Бошин рат
Године 1868. током Бошин рата и Меиџи обнове, Араи је служио као капетан у Морнарици шогуната заједно са Еномото Такеакијем. Заједно су испловили из луке Шинагава када се град Едо предао победничкој царској војсци. У последњем покушају отпора отпловили су за Хокаидо где је Араи постао министар морнарице новоосноване Републике Езо. Тамо је учествовао у поморским борбама код луке Мијако и Хакодате а када су његове снаге поражене у сукобима за Хокаидо, Араи је ухапшен и затворен. У неизвесности да ли ће добити смртну казну због отпора царској војсци или не, Араи је у заточеништву написао први енглеско-јапански речник.

## Меиџи период
Араи је ипак избегао смртну казну и помилован, исто као и Такеаки са којим је радио на пословима мелиорације земљишта. Након тога ради за пољопривредну школу са би на крају постао управник једне од тз. женских школа у Јапану. Нешто касније му је додељено управљање над централном метеоролошком агенцијом а у том послу остаће запамћен као прва особа која је фотографисала сунчеву корону у Јапану током помрачења сунца 1887. године. Араи је заслужан и за увођење метричког система, модерног мерења времена и оснивање Универзитета у Хокаиду.
Током каснијег живота, услед поновног уздизања националистичког духа у Јапану, сарађивао је са старим познаником Отори Кеисукеом доприносећи магазину Кју бакуфу, у ком је писао о својим искуствима као официр шогуната.
Араи је умро од дијабетеса, 1909. године у својој 73 години живота.